# Nina Wiktorowna Pigulewskaja
Nina Wiktorowna Pigulewskaja, geboren Nina Wiktorowna Stebnizkaja, (russisch Нина Викторовна Пигулевская, Geburtsname russisch Нина Викторовна Стебницкая; * 1. Januarjul. / 13. Januar 1894greg. in St. Petersburg; † 17. Februar 1970 in Leningrad) war eine russisch-sowjetische Historikerin, Orientalistin, Byzantinistin und Hochschullehrerin.

## Leben
Nina Wiktorowna stammte aus einer polnischen Adelsfamilie, deren Vorfahr ursprünglich 1482 in Ungarn die Adelswürde erhalten hatte. Ihr Großvater Ijeronim Iwanowitsch Stebnizki sowie dessen Sohn Hieronim Stebnicki (1832–1897) waren bekannte Geodäten und Juristen. Sie besuchte 1904–1911 das St. Petersburger Mädchengymnasium der Marija N. Stojunina (Frau des Pädagogen und Publizisten Wladimir Jakowlewitsch Stojunin) und studierte dann in den Bestuschew-Kursen für Frauen mit Abschluss 1918. Die anschließende Aspirantur an der Universität Petrograd in der Fakultät für Orientalistik bei Pawel Konstantinowitsch Kokowzow schloss sie 1922 mit der Promotion zur Kandidatin der Geschichtswissenschaften ab. Ab 1921 arbeitete sie in der Öffentlichen Bibliothek Petrograds bzw. Leningrads und gab eine Reihe von einzigartigen syrischen Texten heraus.
Am 11. Dezember 1928 wurde Pigulewskaja im Zusammenhang mit der Verfolgung des religiös-philosophischen Woskressenije-Kreises (Woskressenije-Affäre) verhaftet und am 22. Juli 1929 zu fünf Jahren Lagerhaft verurteilt, die sie im Sonderlager Solowezki SLON verbüßte. 1931 wurde sie krankheitshalber aus dem Lager entlassen und nach Archangelsk verbannt.
1934 konnte Pigulewskaja nach Leningrad zurückkehren und wurde wissenschaftliche Mitarbeiterin des Instituts für Geschichte der Naturwissenschaft und Technik der Akademie der Wissenschaften der UdSSR (AN-SSSR). Ab 1937 arbeitete Pigulewskaja in Leningrad im Institut für Orientstudien der AN-SSSR. Daneben lehrte sie von 1939 bis 1951 an der Universität Leningrad, mit einer Unterbrechung zwischen 1941 und 1944 während der Leningrader Blockade. 1946 wurde sie zur Doktorin der Geschichtswissenschaften promoviert, zur Professorin ernannt und zum Korrespondierenden Mitglied der AN-SSSR gewählt.
Pigulewskajas Forschungsschwerpunkte waren syrische historische und literarische Denkmäler, die Probleme der Feudalismusentstehung sowie soziale, ökonomische und kulturelle Entwicklungen in Syrien, Arabien, im Iran und im Byzantinischen Reich im Frühmittelalter. Sie war Mitglied der Société asiatique (seit 1960) und Vizepräsidentin der Russischen Palästina-Gesellschaft (seit 1952).
Pigulewskaja war verheiratet mit dem Chemiker Georgi Wassiljewitsch Pigulewski (1888–1964), der durch seine Untersuchungen der Terpenoide bekannt wurde.

## Ehrungen
- Orden des Roten Banners der Arbeit
- Ehrenzeichen der Sowjetunion (zweimal)
- Medaillen

## Schriften (Auswahl)
- Byzanz auf den Wegen nach Indien. Aus der Geschichte des Byzantinischen Handels mit dem Orient vom 4. bis 6. Jahrhundert. Akademie-Verlag, Berlin 1969.